# Myōman-ji

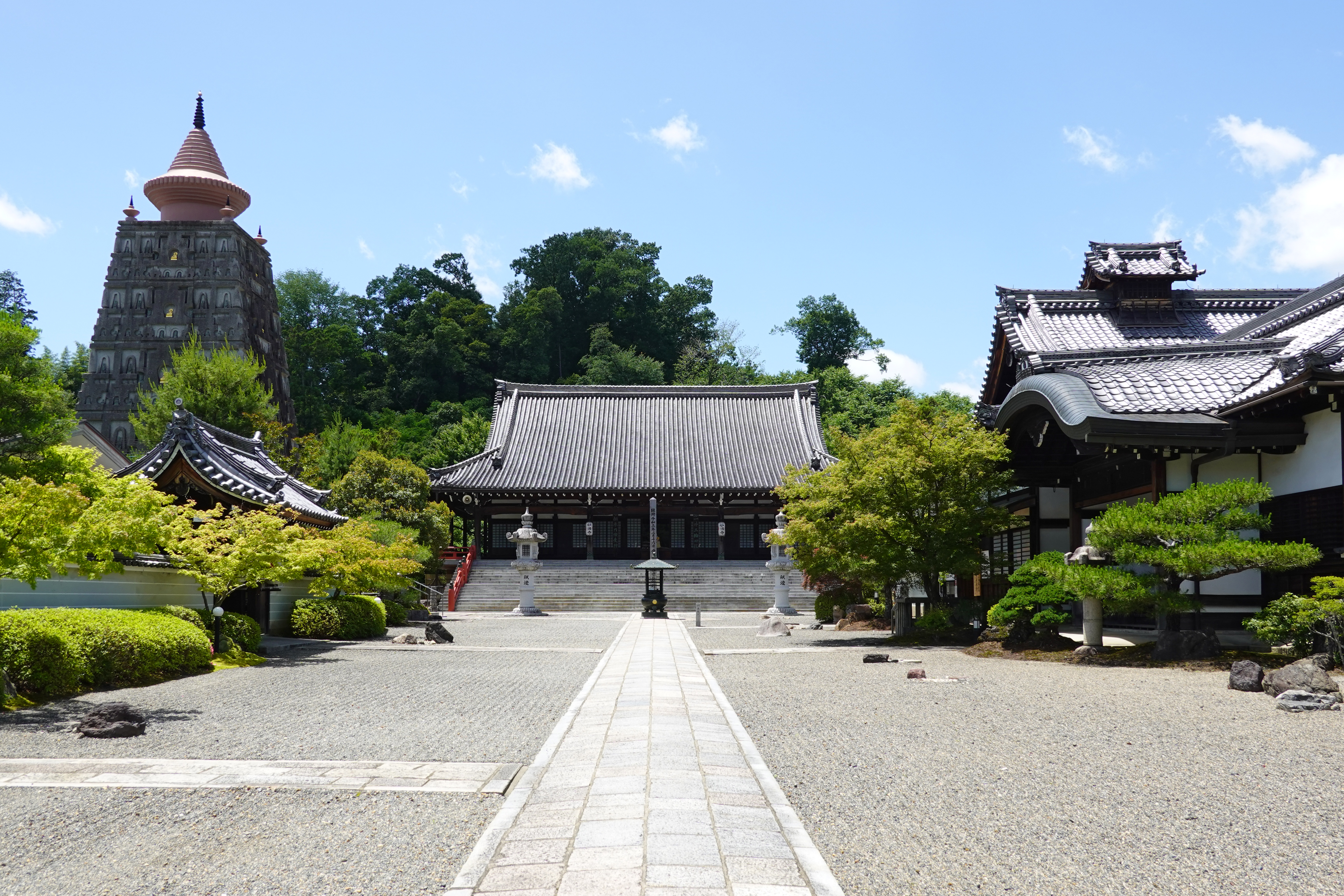
Haupthalle des Myōman-ji mit einer Replik des Mahabodhi-Tempels

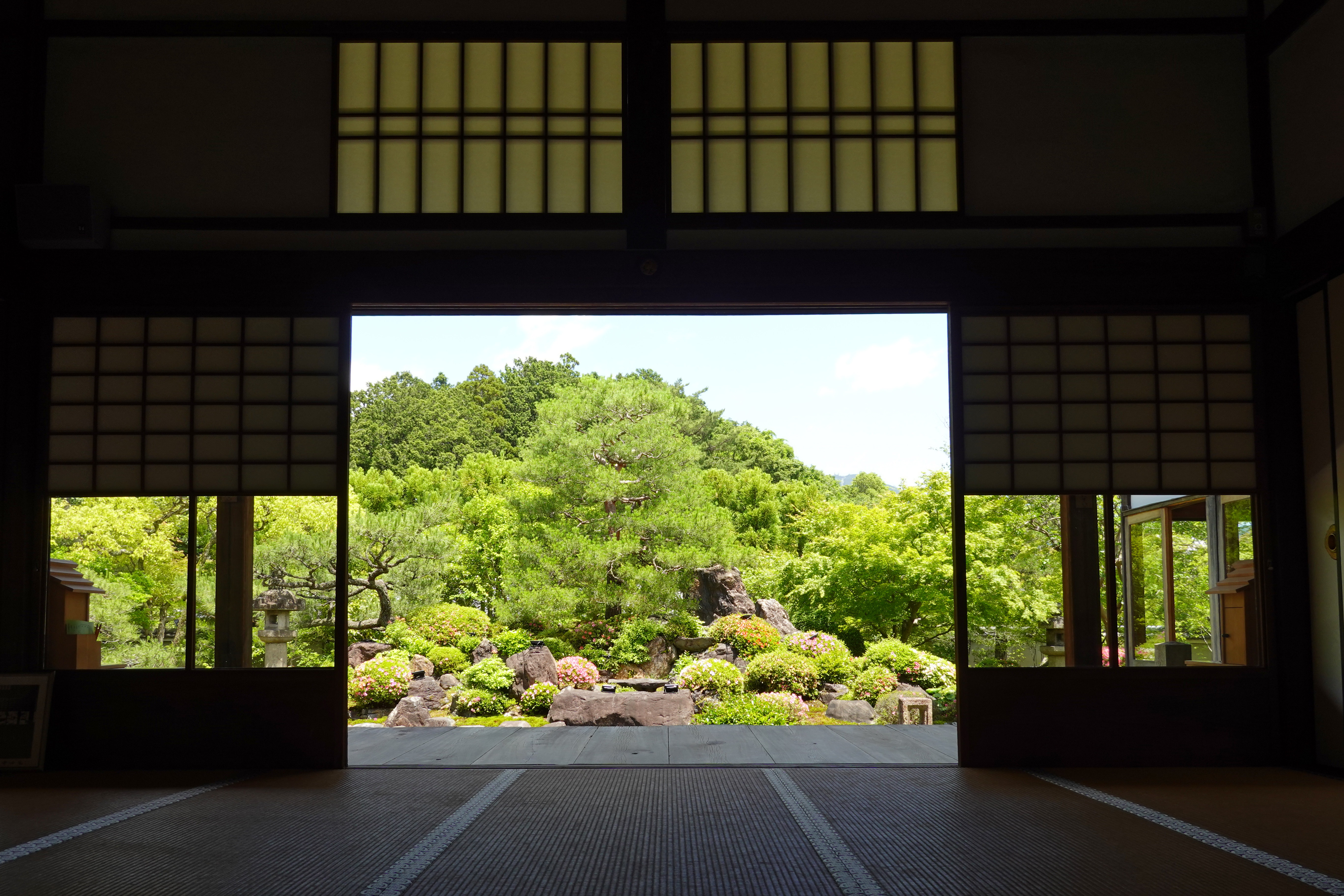
Garden

Der Myōman-ji (japanisch 妙満寺), mit dem Bergnamen Myōtōzan, in Sakyō-ku, Kyoto wurde ursprünglich im Jahr 1389 durch Genmyō Ajari Nichijū (1314–1392)  gegründet und ist der Haupttempel der Kempon Hokke-shū, einer buddhistischen Schule des Nichiren-Buddhismus.
Nichijū, ursprünglich ein Priester des Tendai, konvertierte um das Jahr 1380 zu den Lehren des  Nichiren und gilt somit auch als Gründer der Kempon Hokke-shū.
Der Tempel wurde ursprünglich an einer anderen Stelle, unweit des heutigen Rathauses, gebaut und wechselte im Laufe seines Bestehens insgesamt sechs Mal den Standort. Die meisten der heutigen Gebäude stammen aus der Zeit nach dem Zweiten Weltkrieg.
Bemerkenswert ist die, Anfang der 1970er Jahre erbaute, Replik des Mahabodhi-Tempels neben der  Haupthalle des Tempels.